# Films américains sortis en 1905
Listes de films américains
- 1901
- 1902
- 1903
- 1904
- 1905
- 1906
- 1907
- 1908
- 1909

Liste (non exhaustive) de films américains sortis en 1905. 
| Titre                                                                                                  | Réalisateur          | Distribution | Genre             | Notes |
| --- | -------------------- | ------------ | ----------------- | ----- |
| Adventures of Sherlock Holmes; or, Held for Ransom                                                     | J. Stuart Blackton   |              |                   |       |
| Airy Fairy Lillian Tries on Her New Corsets                                                            |                      |              |                   |       |
| A Ballroom Tragedy                                                                                     |                      |              |                   |       |
| Burglar Bill                                                                                           |                      |              |                   |       |
| Coney Island at Night                                                                                  |                      |              |                   |       |
| A Dog Lost, Strayed or Stolen                                                                          |                      |              |                   |       |
| Hippodrome Races, Dreamland, Coney Island                                                              |                      |              |                   |       |
| Escape from Sing Sing                                                                                  |                      |              |                   |       |
| The Green Goods Man; or, Josiah and Samanthy's Experience with the Original 'American Confidence Game' |                      |              |                   |       |
| A Gentleman of France                                                                                  |                      |              |                   |       |
| The Great Jewel Mystery                                                                                |                      |              |                   |       |
| I.B. Dam and the Whole Dam Family                                                                      |                      |              |                   |       |
| The Kleptomaniac                                                                                       |                      |              |                   |       |
| Impersonation of Britt-Nelson Fight                                                                    |                      |              |                   |       |
| New York Subway (1905 film)                                                                            |                      |              |                   |       |
| The Nihilists                                                                                          |                      |              |                   |       |
| Moving Day; or, No Children Allowed                                                                    |                      |              |                   |       |
| License No. 13; or, The Hoodoo Automobile                                                              |                      |              |                   |       |
| Life of an American Policeman                                                                          |                      |              |                   |       |
| The Little Train Robbery                                                                               | Edwin Stanton Porter |              |                   |       |
| The Night Before Christmas                                                                             | Edwin Stanton Porter |              |                   |       |
| A Kentucky Feud                                                                                        |                      |              |                   |       |
| Peeping Tom in the Dressing Room                                                                       |                      |              |                   |       |
| The Newsboy                                                                                            |                      |              |                   |       |
| A Policeman's Love Affair                                                                              |                      |              |                   |       |
| The Rat Trap Pickpocket Detector                                                                       |                      |              | Comédie           |       |
| Reuben in the Opium Joint                                                                              |                      |              |                   |       |
| Raffles the Dog                                                                                        |                      |              |                   |       |
| Raffles, the Amateur Cracksman                                                                         | Gilbert M. Anderson  |              | Adventure/Romance |       |
| The Seven Ages (1905 film)                                                                             |                      |              |                   |       |
| The Servant Girl Problem                                                                               |                      |              |                   |       |
| The Train Wreckers                                                                                     |                      |              |                   |       |
| Tom, Tom, the Piper's Son (1905 film)                                                                  |                      |              |                   |       |
| Watermelon Patch                                                                                       |                      |              |                   |       |
| The Whole Dam Family and the Dam Dog                                                                   |                      |              |                   |       |
| The Vanderbilt Auto Race                                                                               |                      |              |                   |       |